# Phaenops lecontei
Phaenops lecontei är en skalbaggsart som först beskrevs av Jan Obenberger 1928.  Phaenops lecontei ingår i släktet Phaenops och familjen praktbaggar. Inga underarter finns listade i Catalogue of Life.